# Mulsanne
Mulsanne è un comune francese di 4 496 abitanti situato nel dipartimento della Sarthe nella regione dei Paesi della Loira.

## Automobilismo
Il Circuit de la Sarthe, tracciato semipermanente sul quale viene disputata la celebre 24 Ore di Le Mans, è composto anche dal rettilineo delle Hunaudières (sovente detto "di Mulsanne") che giunge fino al territorio geografico di questo comune, dove una curva a destra (detta "di Mulsanne") allontana la pista dal centro del medesimo villaggio.
La prestigiosa vettura Bentley Mulsanne è così chiamata per ricordare appunto la celeberrima curva di Mulsanne, in quanto la casa automobilistica inglese ha gareggiato nella 24 Ore di Le Mans vincendone ben 6 edizioni.

## Società

### Evoluzione demografica
Abitanti censiti